# Lamia

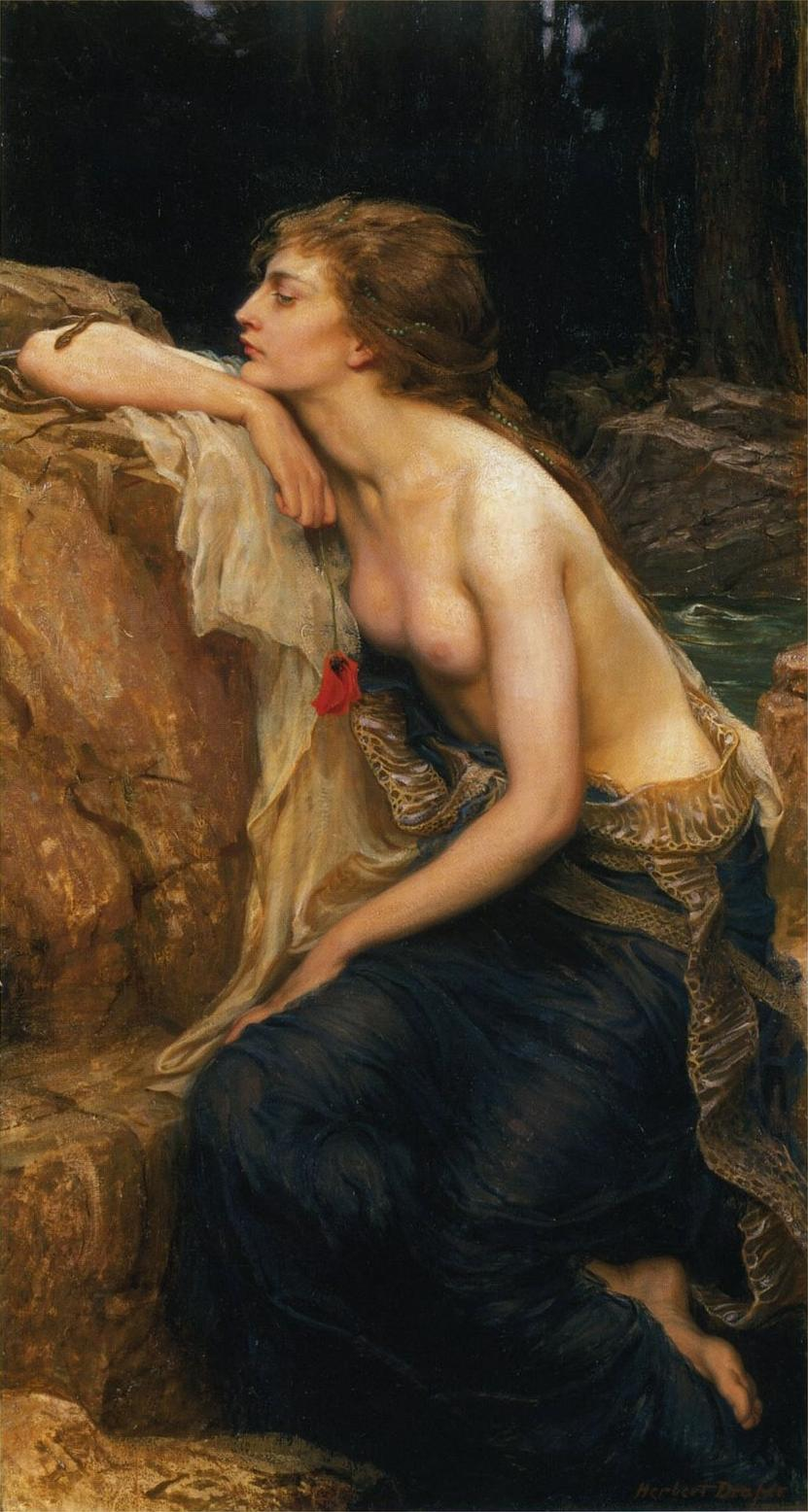
Nữ hoàng Lamia chuyên bắt và ăn thịt trẻ con

Lamia (tiếng Hy Lạp: Λάμια) là một nhân vật trong thần thoại Hy Lạp cổ đại, cô là một nữ hoàng xinh đẹp của xứ Libya chuyên bắt và ăn thịt trẻ em và đã trở thành một người quái thú daemon. Lamia trước là con của vua Belus của xứ Ai Cập và cô còn là cháu nội của thần biển Poseidon với Lybie.

## Trong văn hóa
Nhà triết học Aristophanes khẳng định tên của cô bắt nguồn từ tiếng Hy Lạp là thực quản (λαιμός; laimos), ám chỉ đến thói quen nuốt chửng trẻ em của cô. Một giả thuyết khác tin rằng cô có đuôi rắn ở phía dưới thắt lưng. Điều này được phổ biến từ một bài thơ do John Keats được xuất bản vào năm 1819. Antoninus Liberalis cũng đề cập đến cô, Diodorus Siculus thì mô tả cô như không có gì nhiều hơn một khuôn mặt bị bóp méo.
Trong truyền thống văn hóa dân gian, Lamia được coi là một con quái vật và có nhiều tương đồng với Ma cà rồng với một tính cách luôn thèm khát máu. Lamia chuyên bắt cóc trẻ con để ăn thịt và quyến rũ những đàn ông trẻ tuổi để hút máu. Trong bộ phim kinh dị của Mỹ năm 2009 có tựa đề Drag Me to Hell (kéo rê tôi xuống địa ngục) thì Lamila được miêu tả là con quỷ của địa ngục chuyên bắt linh hồn của con người, trong ba ngày đầu tiên, Lamila sẽ tạo các hiện tượng ảo giác để khủng bố tinh thần nạn nhân, đến ngày thứ tư nó sẽ xuất hiện và kéo linh hồn và thể xác nạn nhân xuống địa ngục.

## Hình ảnh

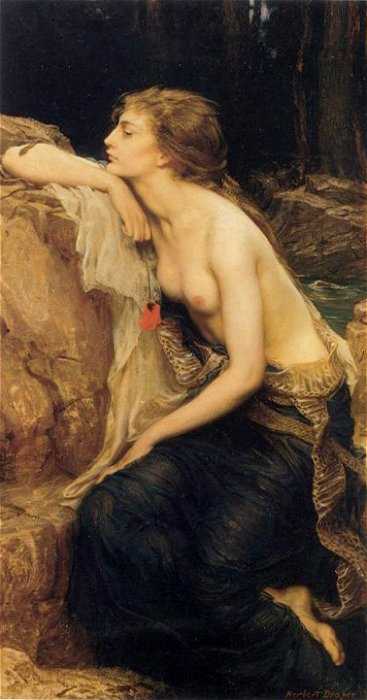
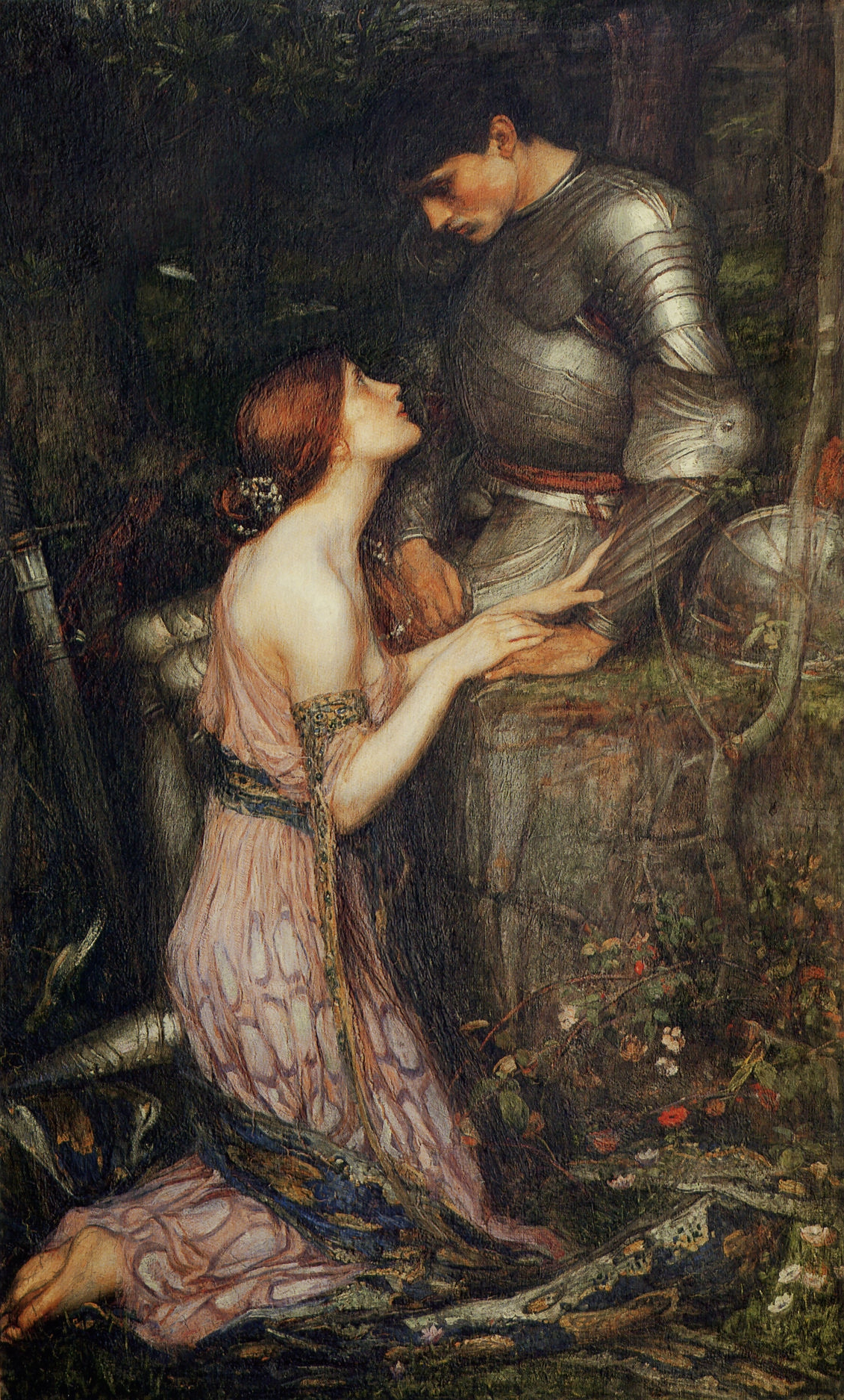
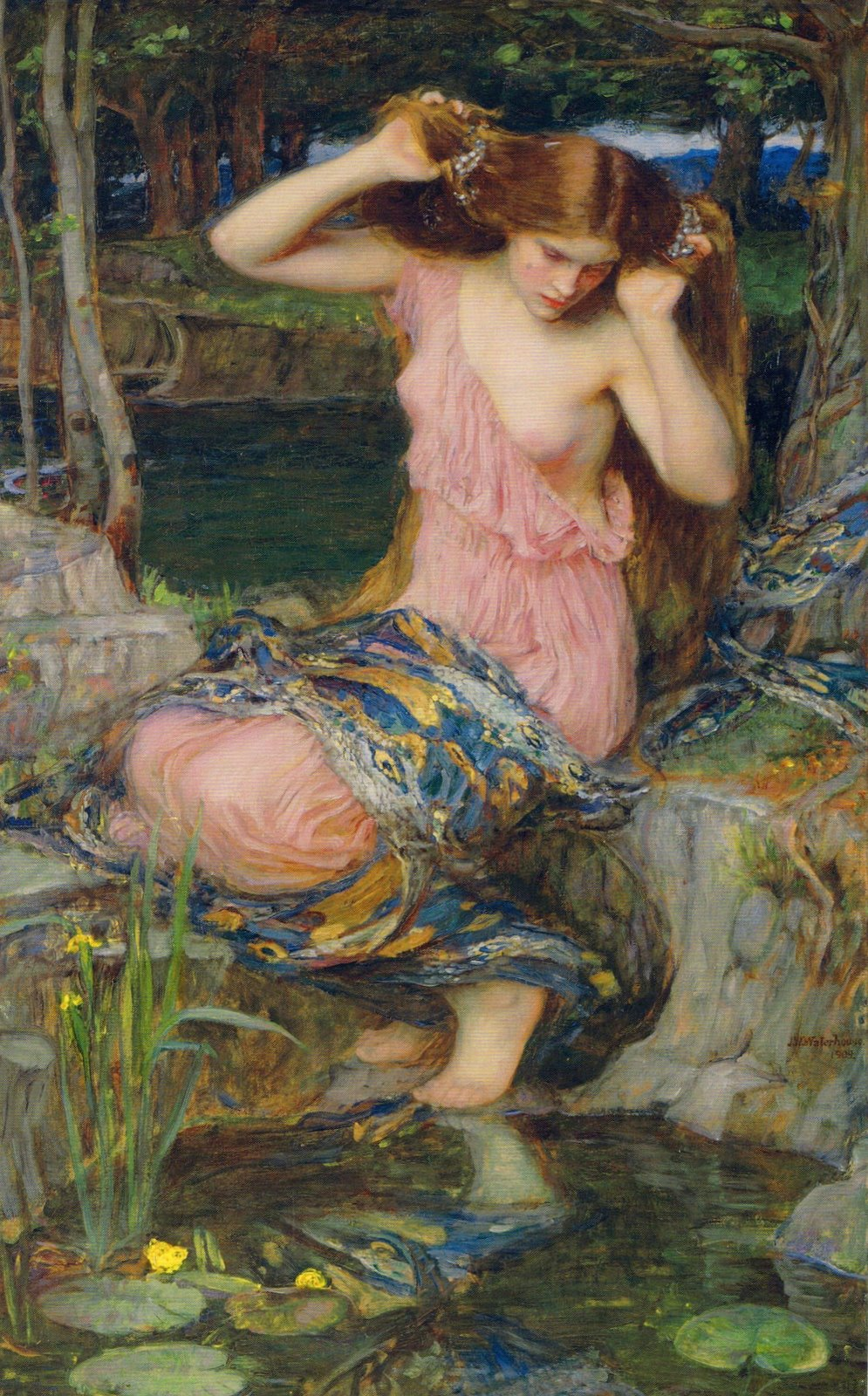
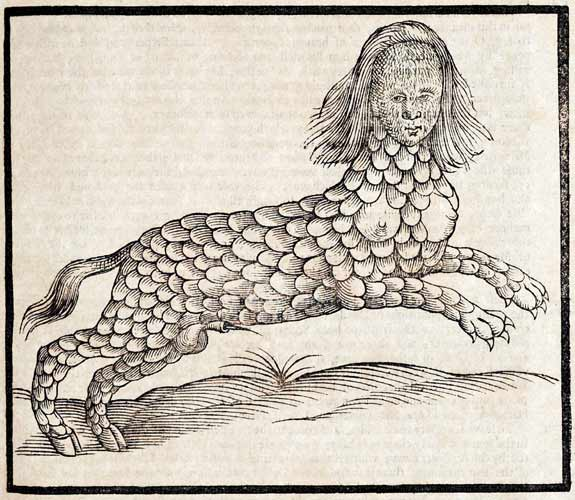